# Givry (Ardenas)
Givry é uma comuna francesa na região administrativa de Grande Leste, no departamento das Ardenas. Estende-se por uma área de 11,93 km². Em 2010 a comuna tinha 278 habitantes (densidade: 23,3 hab./km²).